# 新李嘉圖學派
新李嘉圖學派（英語：Neo-Ricardianism），一個經濟學學派，源自於皮耶羅·斯拉法對於大衛·李嘉圖理論的詮釋，以及皮耶羅·斯拉法對於新古典經濟學派的批評。其主要根據地為英國劍橋大學。這個學派對於新古典經濟學派的所得分配模型提出尖銳的批評。
這個學派的重要學者包括Pierangelo Garegnani，Luigi Pasinetti，瓊·羅賓遜，莫里斯·多布等人。其思想與學派成員，與后凯恩斯学派及新馬克思主義經濟學有重疊之處。

## 歷史
1960年，皮耶羅·斯拉法出版《以商品為手段的商品生產》（Production of Commodities by Means of Commodities），壂定了新李嘉圖學派的理論基礎。